# Organized Track System
Organized Track System steht in der Luftfahrt für eine Führung der Flugrouten über dem Nordatlantik und dem Pazifik.

## Allgemeines
Während Luftstraßen allgemein in Luftfahrtkarten feststehen, werden Tracks über den Nordatlantik täglich neu festgelegt. Grund ist die ständige Veränderung der Windverhältnisse, so dass die flugbetrieblich günstigen Routenführungen alle 24 Stunden in beiden Richtungen (Flüge nach Nordamerika, englisch westbound; und zurück, englisch eastbound) neu ermittelt und im so genannten „Nordatlantik Tracksystem“ festgelegt werden. Die genaue Führung der Tracks wird zweimal täglich von der „Oceanic Area Control“ (OAC) in Gander (Kanada) und Shannon (Irland; siehe Shannon Radio) veröffentlicht. Wegen der höheren Verkehrsdichte wurden Tracks zunächst auf dem Nordatlantik durch das North Atlantic Organized Track System (NAT OTS) und später auch auf dem Pazifik mit dem Pacific Organized Track System (PAC OTS) angelegt.

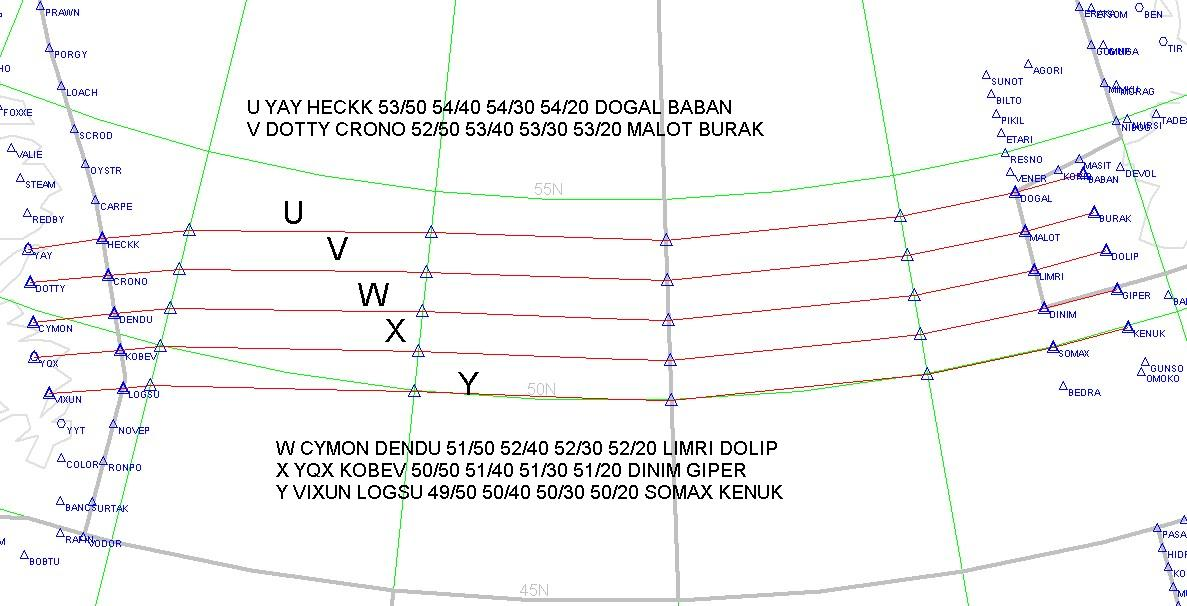
North Atlantic Tracks eastbound / ostwärts, die allersüdlichste Route wird mit „Z“ bezeichnet, danach „Y“, „X“ usw. (4. Mai 2006 abends)

## Verfahren
Die Führung der Tracks hängt vom Verkehrsaufkommen und Wetter (Wind) ab. Ziel ist, den Gegenwind durch den Jetstream auf Flügen in Ost-West-Richtung zu minimieren und den Rückenwind in West-Ost-Richtung zu maximieren. Hierdurch kann die Flugzeit verkürzt werden. Eine Trackmessage der OAC informiert die beteiligten Flugsicherungen täglich über freigegebene Flugflächen, den Verlauf des Tracks anhand von vier geografischen Koordinaten, die Wegpunkte zum Auffliegen für diesen Track und die Luftstraßen, die beim Verlassen des Tracks für den Weiterflug bereitstehen.
Innerhalb eines Tracks beträgt der vertikale Abstand zwischen den einzelnen Flugflächen 1000 Fuß (304,8 Meter). Es gibt sechs Tracks für Ost-West-Flüge und fünf in West-Ost-Richtung.

## Sonstiges
„Optimal“ wird in der Luftfahrt als kürzeste Flugzeit (englisch Minimum time track) definiert. Diese hängt von zwei Größen ab, der Geschwindigkeit des Flugzeuges über Grund und der Entfernung vom Start- zum Zielflughafen.